# Kazimierz Jaroszyk
Kazimierz Jaroszyk (ur. 19 grudnia 1878 w Poznaniu, zm. 23 marca 1941 w Mławie) – działacz narodowy i społeczny na Warmii i Mazurach, członek Naczelnej Rady Ludowej w 1918 roku.

## Życiorys
Współzałożyciel Banku Mazurskiego, sekretarz Mazurskiej Partii Ludowej i Związku Polaków w Prusach Wschodnich. W latach 1908–1914 oraz 1919–1920 był redaktorem naczelnym czasopisma „Mazur”. Na łamach pisma bronił język polski i publikował utwory polskich poetów z tamtych czasów. Pisał artykuły o tym jak duży wkład mieli Polacy w dorobek całej Europy i jej kultury. W 1921 mianowano go redaktorem „Gazety Olsztyńskiej”, którym został do roku 1928. 

## Upamiętnienie
W Olsztynie nazwano jego nazwiskiem jedną z ulic, znajdującą się na osiedlu Jaroty.